# ティム・ダンカン
ティモシー・セオドア・ダンカン（Timothy Theodore Duncan, 1976年4月25日 - ）はアメリカ領ヴァージン諸島・セント・クロイ島クリスチャンステッド出身の元プロバスケットボール選手。身長211cm、体重114kg。ポジションはパワーフォワード、センター。NBAのサンアントニオ・スパーズ一筋で19年にわたり活躍し、スパーズに5度のNBAチャンピオンをもたらした。また2019–20シーズンはサンアントニオ・スパーズのアシスタントコーチを務めた。
ウェイク・フォレスト大学時代にカレッジバスケの個人賞を総舐めにした後、1997年のNBAドラフトにてサンアントニオ・スパーズから全体1位指名を受けてNBA入り。以後スパーズの黄金期を築き上げ、NBAファイナルを5回制覇。個人としてもNBAルーキー・オブ・ザ・イヤー、シーズンMVP受賞2回、ファイナルMVP受賞3回、デビューしてから2010年まで13シーズン連続で、オールNBAチーム、NBAオールディフェンシブチーム、オールスター（ロックアウトの影響で開催されなかった1999年を除く）に選ばれ続けた。オールディフェンシブチーム選出15回は史上最多。プレイに華やかさはなく、効率的かつ基本に忠実なプレーをするため「地味」というイメージが付き纏うことが多いが、同時にその圧倒的な実績から多くの場面で史上最高のパワーフォワードと称されている。どんな試合状況であっても常に冷静な判断を失わず、基本に忠実なプレースタイルからThe Big Fundamental（大いなる基礎）の愛称で知られる。

## 生い立ち
ティモシー・セオドア・ダンカンはメキシコ湾と大西洋の境に浮かぶアメリカ領ヴァージン諸島（アメリカ合衆国の保護領）のセント・クロイ島で、石工職人の父ウィリアムと助産婦の母イオンの間で生まれた。姉が2人おり（シェリルとトリシア）、姉の影響でダンカンは幼なじみのラジャ・ベルらと共に水泳を始め、トリシアのようなオリンピックレベルの選手になることを夢見た。家族の支えもあってダンカンの水泳の腕は上達し、自由形50m、100m、400mの1992年バルセロナオリンピックアメリカ代表入りを目指し、ヴァージン諸島代表としてジュニアオリンピックにも出場している。しかし1989年に巨大ハリケーン（ヒューゴ）が島を襲い、島で唯一国際大会レベルの競泳が可能なプールが使用不能になってしまったことでダンカンは水泳への情熱を失ってしまった。不幸は続き、彼が14歳の時に母を乳がんで失い、大きな精神的痛手を受けた。バスケットボールを始めたのは中学3年生の時、義理の兄弟の影響を受けてからで、後にバスケット界の頂点を極める選手としては遅いキャリアのスタートであり、始めたての頃はバスケットへの順応に苦労したようである。セント・クロイ・カントリー学校の体育教師は当時のダンカンを「ティムはとても大きかった。大きくて高くて、でもその頃の彼はとても不器用だった」と回想している。
ダンカンはこの欠点をエスプコパル高校で克服。4年生の頃には平均25得点を記録する有望な選手となっており、いくつかの大学の関心を引いた。16歳の時にはNBAスターのアロンゾ・モーニングとの5対5のピックアップゲームに参加する機会を恵まれており、この試合を見ていたウェイク・フォレスト大学バスケットボール部コーチのデイブ・オドムがダンカンに大きな興味を持った。当時彼はインサイドでフィジカルにプレイできるビッグマンを探しており、ダンカンはその要求に十分応えられる逸材だった。ダンカンのもとにはハートフォード大学、デラウェア大学、プロビデンス大学からの勧誘もあったが、ダンカンはウェイク・フォレスト大学デーモン・デーコンズに加わることを決めた。

## ウェイク・フォレスト大学
ウェイク・フォレスト大はダンカンが入部する前にチームのエースだったロドニー・ロジャースが1993年のNBAドラフトでNBA入りしてしまったため、彼にかわるチームの柱を求めていた。ダンカンにその期待が掛かったが、最初の頃はカレッジバスケへの対応がうまくいかず、無得点の試合さえあり、1年目の1993-94シーズンは平均9.8得点、9.6リバウンドの成績に終わるが、シーズンが進むごとに徐々に存在感を増していき、ウェイク・フォレスト大は20勝11敗の成績を残した。ダンカンのプレースタイルは単純だったがとても効果的であり、豊富な引き出しを持つポストプレー、ミドルレンジからのバンクショット、厳しいディフェンスは強力な武器となり、1994年のグッドウィルゲームズではアメリカ代表に選ばれた。当時からダンカンはストイックで無駄を一切排したプレースタイルだったため、カレッジバスケファンは、彼のそんな「地味」なスタイルをなじる意味で"Mr. Spock"（感情を表に出さないスタートレックの登場人物）というニックネームをつけた。バスケットボールに精を出す一方、学生の本分である学業にも熱心に取り組み、心理学の学位取得を目指し、また人類学や中国語のクラスも取った。大学心理学主任教授デボラ・ベストは「彼は私の特別優秀な学生たちの1人だった。彼らとダンカンを見分けられるのは身長だけだ」と語っている。
2年目の1994-95シーズンにダンカンの評判は益々高まり、ジョー・スミスやラシード・ウォーレス、ジェリー・スタックハウスらと共に将来NBAで活躍するだろうと目されるようになった。ロサンゼルス・レイカーズのゼネラルマネージャー、ジェリー・ウェストはダンカンに1995年のNBAドラフトにアーリーエントリーするよう勧めた。NBAは1996年にサラリーキャップ制度に新たにルーキーの契約に制限を設けるルーキーサラリーキャップ制度を導入する予定であり、その前にNBA入りすればダンカンのもとにはより多くの契約金が入ってくるはずだったが、ダンカンはお金よりも大学生活をとった。14歳の時に亡くなった母が常々大学だけは卒業するよう言っていたため、その遺志に従ったのである。ダンカンはこのシーズン、ウェイク・フォレスト大をACCトーナメント決勝に導き、この場でラシード・ウォーレス擁するノースカロライナ大学と対戦。試合はチームメートのランドルフ・チルドレスが残り4秒で劇的な決勝点を決めてウェイク・フォレスト大が勝利したが、ダンカンはNBA入り後もライバルの一人となるウォーレスを封じ込め、チームの勝利に貢献した。ウェイク・フォレスト大はNCAAトーナメントのSweet16まで進出し、オクラホマ州立大学との試合でダンカンは12得点、22リバウンド、8ブロックの活躍を見せたが、チームは敗退した。ダンカンはこのシーズン、前年を大きく上回る平均16.8得点、12.5リバウンドを記録し、3.98ブロックはNCAA史上3位となる好記録となり、年間最優秀守備選手賞とオールACC1stチームに選ばれた。
1995-96シーズンに入る前、チームの中心選手だったランドルフ・チルドレスが大学を去り、NBA入りしたため、ダンカンのチーム内での重要性は益々高まった。ダンカンはこの機会にリーダーとして大きく成長し、見事な統率力でチームを率い、シーズン中は僅か4敗しかしなかった。しかしNCAAトーナメント中にダンカンは風邪を患ってしまい、チームは再びSweet16で敗退している。ダンカンのこのシーズンの成績は平均19.1得点、12.3リバウンドでACCの得点王、リバウンド王、ブロックショット王、フィールドゴール成功率1位に輝き、この4部門でカンファレンス1位となったACC史上初の選手となった。2年連続の最優秀守備選手賞とACC年間最優秀選手、オールアメリカ1stチームに選ばれた。シーズン終了後にはダンカンがNBAドラフトにアーリーエントリーするのではないかという噂が立ったが、結局ダンカンは大学に残った。
大学での最終年となる1996-97シーズンには216cmのローレン・ウッズが加わり、チームのロスターは充実。開幕から13連勝を記録するもシーズン後半に調子を崩してしまい、3年連続のACCタイトル獲得はならなかったが、NCAAトーナメントではSweet16でブレビン・ナイト擁するスタンフォード大学を72-66で降し、念願のElite8進出を果たしている。ダンカンの成績は最終年にしてついに大台の平均20得点・10リバウンドを突破する20.8得点、14.7リバウンド、3.2アシスト、フィールドゴール成功率60.6%を記録し、NCAA1部リーグのリバウンド王に輝くと共に先例のない3年連続の最優秀守備選手賞を受賞。さらに2年連続となるオールアメリカ1stチームとACC年間最優秀選手賞、全米バスケットボール記者協会選出の年間最優秀選手、ネイスミス賞、ジョン・ウッデン賞とカレッジバスケ界の主要個人賞を総なめにした。
ダンカンの大学4年間の成績は平均16.5得点、12.3リバウンドとなり、ウェイク・フォレスト大は彼の在学中97勝31敗の成績を挙げた。通算481ブロックはNCAA史上2位となり、またNCAA史上10人しかいない通算2000得点・1500リバウンド以上達成者の1人となり、史上初となる通算1500得点・1000リバウンド・400ブロック・200アシスト以上達成者にもなった。ダンカンはウェイク・フォレスト大学での4年間を全うし、満を持して、1997年のNBAドラフトにエントリー。1995年のNBAドラフトでケビン・ガーネットが高校卒業後すぐにエントリーしたことが象徴するように、ドラフト候補生は年々低年齢化していくなかで、ダンカンのように大学で丸々4年間プレイすることは珍しい例となる。

## NBA・サンアントニオ・スパーズ

### ツインタワー
NBAにとっては待たされたダンカンのNBAドラフトエントリーだったが、彼を指名できる幸運を得られたのがサンアントニオ・スパーズだった。リーグ屈指の強豪チームであるはずのスパーズがドラフト全体1位指名権を獲得できたのは、前年1996-97シーズンに大黒柱のデビッド・ロビンソンがシーズンをほぼ全休してしまい、その影響で20勝62敗、リーグワースト3位の成績となったからである。ドラフト抽選で見事に1位指名権を射止めたスパーズのグレッグ・ポポヴィッチヘッドコーチは、迷わずその1位指名権をダンカンに行使。ダンカンはスパーズに入団することになった。当時スパーズは1位指名権を得るために故意に多く負けたと巷で囁かれたことは、ダンカンに対する期待の高さの表れでもあった。ダンカンのスパーズ入団は強力なビッグマンデュオ、すなわちツインタワーの形成を意味した。216cmのロビンソンはリーグのベストセンターの1人であり、その傍らにカレッジバスケの個人賞を総なめにした身長211cmのダンカンが居座る（NBA入り当初は公称213cmだった）ということは、対戦するチームにとっては悪夢でしかなかった。なお、大学時代はセンターを務めていたダンカンだが、スパーズではロビンソンがいるため、パワーフォワードにコンバートされている。ツインタワーはダンカン、ロビンソン双方にとって大きくプラスに働いた。人格的にも優れたロビンソンからダンカンはNBAで活躍するための多くのノウハウを学び、またその実力は誰もが認めながらもリーダーシップに欠けると度々指摘を受けてきたロビンソンは、ダンカンの入団でその負担が大きく軽減された。
ダンカンはNBA入りした時点ですでに超一流の選手だった。公式戦デビュー戦で15得点、10リバウンド、2ブロックを記録したダンカンは、3戦目のシカゴ・ブルズとの試合では当時リーグ屈指のローポストディフェンダーだったデニス・ロッドマンとマッチアップし、19得点、22リバウンドを記録した。毎晩のようにダブル・ダブルを重ね、全ての月間新人賞を独占。オールスターゲームにもコーチ推薦ではあるが出場。平均21.1得点、11.9リバウンド、2.7アシスト、2.5ブロックの成績を記録し、当然のように新人王を受賞すると共に、新人としては異例となるオールNBA1stチームとオールディフェンシブ2ndチームにも名を連ねた。新人ながらオールNBA1stチームに選出されるのはラリー・バード以来であり、ダンカンはNBA入り1年目にして早くもリーグ最高の選手の1人に数えられるまでになった。決して派手さは無いものの、フレッシュマンながらすでにベテランの雰囲気を漂わせるダンカンの抜群の安定感に、百戦錬磨のベテランスター選手たちも賞賛を惜しまなかった。同じポジションのスター選手、チャールズ・バークレーは来る21世紀に掛けて「俺は未来と会ってきた。そしてそいつはNo.21（ダンカンの背番号）を着ていた」と、相棒ロビンソンは「彼は本物だ。私は彼の態度と努力を誇りに思う。彼はすべての事に必要以上の努力と労力を払い、よりよい選手になろうとしている」とコメントしている。驚異の新人ダンカンに"提督"ロビンソンのツインタワーに率いられたスパーズは前年の不振が嘘のように快進撃を続け、前年から36勝を上積みする56勝26敗の成績を残した。プレーオフではジェイソン・キッド擁するフェニックス・サンズと対戦。第1戦でダンカンの32得点、10リバウンドの活躍により波に乗ったスパーズは3勝1敗でサンズを降し、カンファレンス準決勝に進出。ユタ・ジャズとのシリーズでは当時史上最高のパワーフォワードと謳われていたカール・マローンとのマッチアップが実現した。第1戦ではダンカンの33得点に対しマローンは25得点、第2戦ではダンカンの26得点に対しマローンは22得点と、ダンカンはマローン相手にも譲らなかったが、シリーズが進むにつれて徐々に経験豊富なマローンに主導権を握られ、チームは1勝4敗で敗退した。

#### 1999年の優勝
ダンカンにとってNBA2年目の1998-99シーズンはロックアウト発生により開幕が2月にまでずれ込み、レギュラーシーズンが通常の82試合から50試合に短縮されるという異例の事態から始まった。スパーズは開幕から6勝8敗と成績が伸び悩み、ポポヴィッチHCは非難の矢面に立たされたが、彼らのヘッドコーチをツインタワーが救い、以降の試合を31勝5敗、勝率.861という驚異的な成績で切り抜け、最終的には37勝13敗とした。この頃にはほぼ対等だったツインタワーの力関係に変化が見られ、33歳となっていたロビンソンはチームの主役を彼より一回りも若いダンカンに譲り、自らは積極的にダンカンのサポート役に回った。ダンカンは平均得点・リバウンド・ブロックでチーム1位となる21.7得点、11.4リバウンド、2.4アシスト、2.5ブロックの成績を記録し、オールNBA1stチームとオールディフェンシブ1stチームに選出される。プレーオフ1回戦ではダンカンと同い年ながらNBAでは2年先輩のケビン・ガーネットが率いるミネソタ・ティンバーウルブズと対戦し、3勝1敗で降すと、カンファレンス準決勝ではシャキール・オニール、コービー・ブライアント擁するロサンゼルス・レイカーズを4戦全勝で一蹴。カンファレンス決勝でも大学時代からのライバルであるラシード・ウォレースが所属するポートランド・トレイルブレイザーズをやはり4戦全勝で降し、ついにチーム史上初のNBAファイナル進出を果たす。

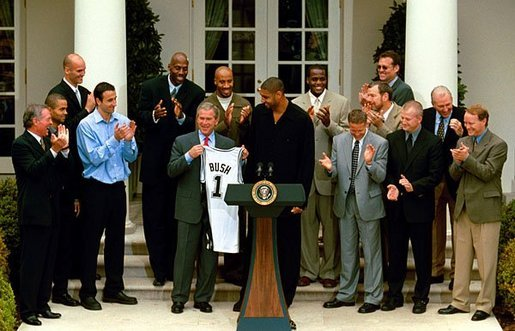
2003年優勝後、ホワイトハウスに招かれたサンアントニオ・スパーズのメンバー（中央がティム・ダンカン）

ファイナルでは第8シードから奇跡的なファイナル進出を果たしたニューヨーク・ニックスと対決。ニックスの顔はデビッド・ロビンソンと共にリーグトップセンターの一角を成したパトリック・ユーイングだったが、ユーイングは故障でファイナルを全休。戦前から大黒柱不在のニックスに対し、ツインタワー擁するスパーズが有利であろうと予想され、現実もその通りとなった。初のファイナルという大舞台に第1戦前半のダンカンは僅か4得点、2リバウンドに終わったが、後半に入ると復調し、終わってみれば33得点、16リバウンドでチームを勝利に導いていた。ニックスにもベテランのラリー・ジョンソンや将来有望なカート・トーマス、マーカス・キャンビーらが居たが、ツインタワー相手には力不足で、インサイドの主導権は完全にスパーズが握り、第2戦も勝利して2連勝を飾った。このシリーズにはヴァージン諸島からも大応援団が駆けつけており、スパーズのホーム・アリーナ、アラモドームの客席は満杯となり、第2戦で記録された観客動員数3万9554人はNBA新記録となった。第3戦ではニックスのガード陣、ラトレル・スプリーウェルやアラン・ヒューストンの活躍でスパーズは不覚を取ってしまうものの、第4戦ではツインタワーがニックスを圧倒。ダンカンとロビンソンの2人だけでニックスの総リバウンド数を上回る35リバウンドをあげ、優勝に王手を掛けた。第5戦ではダンカンとニックスのスプリーウェルの一騎討ちとなり、試合の行方は最後までもつれた。そして76-77とスパーズが1点のビハインドを抱えたまま残り1分を切り、逆転を狙うスパーズはダンカンにボールを託し、そしてニックスもダンカンにダブルチームを仕掛けた。ダンカンはすぐにチームメートのショーン・エリオットにパスを送り、そしてエリオットはコーナーサイドでフリーで待つエイブリー・ジョンソンにパス。ジョンソンのジャンプシュートが決まり、スパーズに劇的な逆転勝利をもたらした。シリーズ4勝目をあげたスパーズがチーム史上初の、そしてロビンソンにとってもNBA10年目の節目の年に初めての優勝を果たし、そしてダンカンはNBA入り2年目にして最初のチャンピオンリングを手に入れると共に、シリーズ平均27.4得点、14.0リバウンドの成績でチームを優勝に導いたとして、ファイナルMVPの称号も手に入れた。2年目でのファイナルMVP受賞はカリーム・アブドゥル＝ジャバーと並ぶ歴代2番目の速さである（マジック・ジョンソンはルーキーイヤーに受賞）。

#### レイカーズの壁
早くもNBAにおける最大の成功を手にしてしまったダンカンだったが、チャンピオンチームとして臨んだ1999-2000シーズンも慢心することなく、平均23.2得点、12.4リバウンドを記録してもはや常連となったオールNBA1stチーム、ディフェンシブ1stチームに選ばれると共に、24得点、14リバウンド、4アシストを記録したオールスターゲームではシャキール・オニールと共にオールスターMVPを共同受賞した。しかしスパーズ自体はチームの高齢化に悩む時期に入っており、デビッド・ロビンソンやエイブリー・ジョンソン、ショーン・エリオット、マリオ・エリーら主力選手は皆30代半ばに入っており、チーム全体に疲弊が見られ、このシーズンは53勝29敗とチャンピオンチームとしてはやや物足りない成績に終わった。また前年ついに優勝を果たしたスパーズだったが、通常の82試合を戦い抜いた上での優勝ではないため「本物の優勝ではない」という声が周囲からあがっており、正当な評価を受けるためにもスパーズとダンカンには連覇の期待が掛かったが、ダンカンは肝心のプレーオフでチームの力になれなかった。ダンカンはレギュラーシーズン終盤で負った怪我が回復せず、プレーオフ全休を強いられ、チームのエースを失ったスパーズは1回戦でサンズの前に敗退してしまった。このオフにフリーエージェントとなったダンカンはオーランド・マジックからオファーを受け、一時は移籍寸前までいったが、バカンス中だったロビンソンが慌ててダンカンのもとを訪れ、スパーズに残留するよう説得。結局ダンカンはマジックのオファーを断って、スパーズと再契約を結んだ。
翌2000-01シーズンに故障から回復したダンカンは平均22.2得点、12.4リバウンド、オールNBA、ディフェンシブ両チームで1stチーム入りするという例年通りの成績を残し、スパーズもデレック・アンダーソン、アントニオ・ダニエルズといった若い血をチームに注ぎ、前年を上回る58勝24敗を記録。プレーオフでは1回戦でティンバーウルブズを3勝1敗で、カンファレンス準決勝では後にダンカンとスパーズの強力なライバルとなるダーク・ノヴィツキー擁するダラス・マーベリックスとの初対決を4勝1敗で制し、ここまで順調に勝ち上がったが、カンファレンス決勝で前年チャンピオンのロサンゼルス・レイカーズが立ちはだかる。シャキール・オニールにコービー・ブライアントという強力なデュオに率いられ、当時黄金期を迎えていたレイカーズにスパーズは全く歯が立たず、屈辱の4戦全敗を喫した。ダンカンはシリーズ第2戦で40得点を記録するなど奮戦したが、第3戦では9得点、第4戦では15得点に終わるなど不甲斐ない場面も見られた。スポーツ・イラストレイテッド誌はこのシリーズのスパーズを哀れみをもって「無慈悲で不公平な組み合わせ」と評し、またダンカンを「スパーズが最も必要とする時に消えてしまう」と酷評した。
2季連続で期待外れの結果に終わったスパーズとダンカンだったが、2001-02シーズンのダンカンは個人としては絶頂期を迎えた。ダンカンはキャリアで初めてとなる平均40分以上の出場を果たし、キャリアハイとなる平均25.5得点を記録。他にも12.7リバウンド、3.7アシスト、2.5ブロックと多くの部門で軒並み高い数字を残し、シーズン通算1042リバウンド、フィールドゴール成功数764本、フリースロー成功数560本はリーグ1位となった。また苦手としているフリースローでも成功率.799とダンカンとしては非常に良い数字を残してる。当然のようにオールNBA、ディフェンシブ1stチームに選ばれると共に、シーズンMVPも初受賞した。スパーズは新たにブルース・ボウエンとスティーブン・ジャクソンを獲得し、このシーズンも58勝24敗の好成績を維持したが、プレーオフでは結果を残せなかった。1回戦では全盛期を遥かに過ぎたシアトル・スーパーソニックスに3勝2敗にまで粘られると、カンファレンス準決勝ではまたもやレイカーズの前に1勝4敗で完敗。ダンカンはこのシリーズで平均29.0得点、17.2リバウンドの成績で前年の酷評を打ち消す大活躍だったが、スパーズはロビンソンが36歳となっており、ダンカンをサポートできる選手の補強が急務となった。

#### 新しい仲間とツインタワーの終焉
2002-03シーズンも、平均23.3得点のほかキャリアハイとなる12.9リバウンド、3.9アシスト、2.9ブロックを記録し、2年連続シーズンMVP受賞を達成する。チーム改革を進めるスパーズは1999年の優勝を知る者はダンカンとロビンソン、マリック・ローズ、スティーブ・カーの4人のみとなり、すでにエイブリー・ジョンソンやショーン・エリオットらの姿は無かった。新たにチームの核を形成するのはシューティングガードのスティーブン・ジャクソンに守備のスペシャリストであるブルース・ボウエン、そしてこの年から加わったフランス人ポイントガードのトニー・パーカーとアルゼンチン人ペネトレイターのマヌ・ジノビリだった。特にダンカンとパーカー、ジノビリ、ボウエンらは今後数年に渡ってスパーズ不動の中心選手となる。そしてダンカンの盟友デビッド・ロビンソンはこのシーズン限りをもって引退する意思を示しており、ポポヴィッチHCは彼にプレーオフに集中してもらうためにレギュラーシーズン中の出場を制限した。高齢化問題を解消し、若手、中堅、ベテランとバランスの良い布陣となったスパーズは60勝22敗、リーグ1位の勝率でプレーオフに突入した。スパーズは1回戦でステフォン・マーブリー擁するフェニックス・サンズに苦戦しながらも4勝2敗で破ると、カンファレンス準決勝で宿敵レイカーズと対決。ダンカンはシリーズが決した第6戦で37得点、16リバウンドを記録するなどし、スパーズは4勝2敗で宿願となる打倒レイカーズを果たすとともに3年間続いたレイカーズによるリーグ支配に終止符を打った。カンファレンス決勝でマーベリックスを降したスパーズは、1999年以来となるファイナルに進出。ジェイソン・キッド率いるニュージャージー・ネッツと対決するが、ネッツにはダンカンに抵抗できるようなビッグマンはおらず（ディケンベ・ムトンボが居たが、故障とバイロン・スコットヘッドコーチとの確執などで満足にプレイできなかった）、ダンカンは第1戦から思う存分暴れ回り、32得点、20リバウンド、6アシスト、7ブロック、3スティールと5部門全てでチームハイを叩き出し、チームを勝利に導いた。早くもファイナルはスパーズの楽勝ムードに包まれたが、第2戦以降ネッツがダンカンに徹底したダブルチームを敷いたこともあり、ネッツに2敗を喫したスパーズは3勝2敗で第6戦を迎えた。この試合でダンカンは21得点、20リバウンド、10アシスト、8ブロックと、あとブロック2本でクアドルプル・ダブルに迫る快記録を残し、ネッツを粉砕。88-78で勝利したスパーズが4年ぶりの優勝を飾った。ファイナル中平均24.2得点、17.0リバウンド、5.3アシスト、5.3ブロックを記録したダンカンは2回目となるNBAファイナルMVPを受賞。第6戦での8ブロックはファイナルタイ記録、合計32ブロックはパトリック・ユーイングの記録を抜くファイナル新記録となった。この優勝をもって盟友ロビンソンは現役から引退し、6年間他チームの脅威であり続けたツインタワーは終焉を迎えた。シーズン終了後、『スポーツ・イラストレイテッド』はダンカンとロビンソンを2003年の年間最優秀スポーツ選手に選んだ。

### フランチャイズプレイヤーへ
ロビンソンの引退によりスパーズは新たな時代を迎え、パーカー、ジノビリ、ボウエンに加え、多才なトルコ人フォワードのヒド・ターコルー、レイカーズ時代にはスパーズを苦しめたロバート・オーリーが加わり、ダンカンにはロビンソンが十余年で築き上げた遺産を引き継ぎ、スパーズの真のリーダーになることが求められた。少なくとも数字上ではダンカンはロビンソン退団前と何ら変わらぬプレイを見せていた。2003-04シーズンは平均22.3得点、12.4リバウンドを記録し、チームも57勝25敗と前年から3勝減だったもののリーグ3位の好成績だった。プレーオフ1回戦ではパウ・ガソルが所属するメンフィス・グリズリーズを4戦全勝で降すと、カンファレンス準決勝で因縁のレイカーズと対決。このシーズン、レイカーズはカール・マローンにゲイリー・ペイトンと大物2人を獲得するという思い切った補強をしていたが、マローンの故障もありレギュラーシーズン中は補強の効果はあまり見られず、成績ではスパーズに劣る56勝26敗の成績だった。スパーズは第1戦、2戦を連勝するも、第3戦ではダンカンが10得点に抑えられたことで敗北すると、以降連敗を重ね、第5戦ではレイカーズのデレック・フィッシャーによる残り0.4秒からの大逆転ショットを許し、結局スパーズは4連敗で敗退した。ロビンソンの回想によれば、当初ダンカンはチームリーダーという重責を担うことに抵抗を感じていたらしく、ダンカンが真のリーダーシップを得るには若干の時間を要したようである。

#### 2005年の優勝

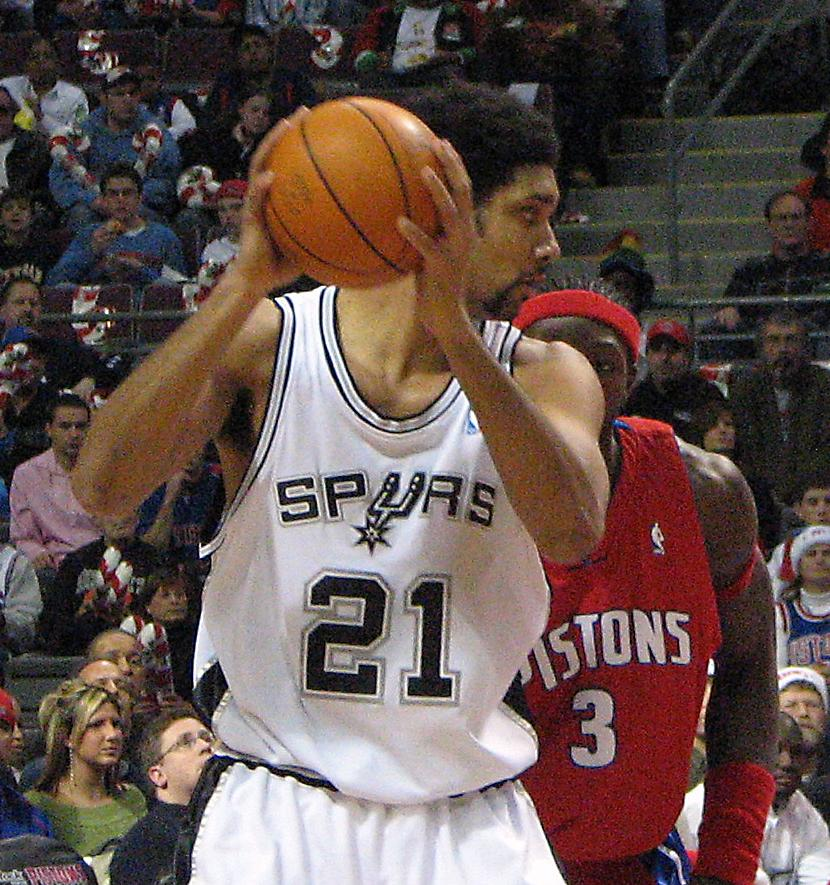
ピストンズ（当時）のベン・ウォレスとマッチアップするティム・ダンカン

2004-05シーズン、ダンカンは故障の影響もあって過去最低となる平均20.3得点、11.1リバウンドの成績に終わるが、チームは引き続き好調でこのシーズンは59勝23敗を記録。プレーオフではデンバー・ナゲッツやスーパーソニックスを破って順調にカンファレンス決勝に進出し、このシーズンスティーブ・ナッシュを獲得して大躍進を遂げたフェニックス・サンズと対戦。リーグ1位のオフェンス力を誇るサンズ相手にディフェンス重視のスパーズは珍しくハイスコアゲームを展開したが、サンズの脆いディフェンスを突き崩したスパーズが4勝1敗でシリーズを制し、2年ぶりのファイナル進出を果たす。ファイナル、前年レイカーズを破って優勝していたデトロイト・ピストンズとの対決はダンカンにとっては試練となった。ピストンズが誇る2人のビッグマン、ベン・ウォーレスとラシード・ウォーレスを相手にしなければならなかったからである。ベンは4度の最優秀守備選手賞に輝くローポストディフェンスの鬼であり、また大学時代からのライバルであるラシードも厄介な好ディフェンダーだった。ダンカンは2人のウォーレスの徹底したダブルチームに苦み得点が伸び悩んだが、マヌ・ジノビリの活躍もあって第1戦、第2戦をスパーズが連勝する。しかしデトロイトでの第3戦、4戦はピストンズが連勝したが、第5戦のロバート・オーリーの価千金の逆転3ポイントシュートで優位に立つも、実力伯仲の両者は3勝ずつしてシリーズは第7戦までもつれた。第7戦では頼れる大黒柱が復活、第3Qでこの日最大の9点ビハインドを背負ったスパーズは、ダンカンが第3Qだけで15得点を記録する活躍を見せ、第4Q最初のダンカンのダンクがスパーズの優勝を決定付けた。逆転を果たしたスパーズはこのリードを守りきり、4勝目を奪取。見事に前年と前々年のチャンピオンチーム同士の頂上決戦を制し、3度目の優勝を果たした。2人のウォーレスに苦しんだダンカンだったが、終わってみればシリーズ平均20.6得点、14.1リバウンド、全試合でダブル・ダブルを達成する活躍であり、マジック・ジョンソン、マイケル・ジョーダン、シャキール・オニールに続いて史上4人目となる3度目のファイナルMVPを受賞した。周囲からは得点でチームを牽引したジノビリの方が相応しいのではないかとの声もあったが、ポポヴィッチHCは「ティミーの完璧な試合運びはとても健全で、基本的で、時にあまり目立たないものだ。人々は彼が得点しなかったら「彼は何もしなかった」と騒ぐが、彼はとても素晴らしかったし、私達を優勝させた原動力だった」とコメントし、マッチアップしたベン・ウォーレスも「彼は偉大な選手がそうするように、彼のチームを肩に背負い、チャンピオンシップに導いた」と賞賛。もはやダンカンのリーダーシップを疑う者は居なかった。

### ビッグスリー
優勝や数多の個人賞と数々の名誉を手に入れたダンカンにとって残された最後の仕事がファイナル連覇だったが、連覇の期待が掛かった2005-06シーズン、ダンカンは足底筋膜炎に苦しみ、ルーキーイヤーから続いた平均20得点・10リバウンド以上がついに途絶え、18.6得点、11.0リバウンドとなり、やはりルーキーイヤーから選ばれ続けたオールNBA1stチームの選考からも漏れ、2ndチーム選出となった。ダンカンの不調に、しかしスパーズはかつてない勢いで勝ち続けた。この頃からビッグスリーと呼ばれていたダンカンにトニー・パーカー、マヌ・ジノビリの力関係に変化が見られ始め、それ以前はダンカンがスパーズの絶対的なエースとして君臨していたが、このシーズンに特にパーカーが急速な成長を見せたため、ダンカンの負担が大きく軽減された。パーカーはダンカンにかわってリーディングスコアラーとしてチームを牽引し、ジノビリは卓越した技術と爆発力でチームに活気をもたらし、そしてダンカンは攻守両面における要としてチームを支える存在となった。スパーズはチーム史上最高勝率となる63勝19敗を記録。プレーオフでは1回戦でサクラメント・キングスを破ると、カンファレンス決勝でダラス・マーベリックスと対決。同じテキサス州に本拠地を置き、同じパワーフォワードにチームの最重要選手を置く実力伯仲の両者は熾烈な争いを展開。レギュラーシーズン中は故障の影響でプレーをセーブしていたダンカンだったが、プレーオフでは本来の姿を取り戻して見違えるような活躍をし、マーベリックスのエース、ダーク・ノヴィツキーの平均27.1得点に対し、ダンカンは平均32.2得点、11.7リバウンドを記録した。しかしダンカンの身を削ったプレイをもってしてもこの激戦を制することができず、第7戦では41得点、15リバウンド、6アシストを記録するが、延長戦にもつれた末にマーベリックスに惜敗。連覇の夢は叶わなかった。

#### 2007年の優勝
プロ10年目、30歳となる2006-07シーズンを迎えたダンカンは、成績を平均20.0得点、10.6リバウンドに回復させ、オールNBA1stチームにも復帰。チームは58勝24敗を記録してプレーオフも順調に勝ち進んだ。このシーズンはレギュラーシーズンで断トツの勝率を残したダラス・マーベリックスが優勝候補だったが、マーベリックスが1回戦で敗退してしまったことで、カンファレンス準決勝でのフェニックス・サンズとスパーズのシリーズが事実上の優勝決定戦となった。サンズとのシリーズは乱闘騒ぎも発生するなど荒れた内容となったが、サンズを得意な相手としているスパーズは4勝2敗でサンズを降すと、カンファレンス決勝ではユタ・ジャズを破り、ファイナルに進出。クリーブランド・キャバリアーズとのシリーズでは、キャバリアーズの若きエース、レブロン・ジェームズにエースキラーのブルース・ボウエンがマッチアップするが、そのボウエンの後ろにダンカンが控えているとあっては、さしものレブロンも手も足も出なかった。チーム間の実力に明らかな差があるシリーズとなったファイナルは、スパーズが4戦全勝でキャバリアーズを一蹴。4度目の優勝を飾ったが、先の3回の優勝と違う点はファイナルMVPを受賞したのがダンカンではなく、トニー・パーカーであったことである。ダンカンもシリーズ平均18.3得点、11.5リバウンドと活躍したが、それ以上に平均24.5得点を記録したパーカーの活躍が目覚しかった。しかし優勝のためにダンカンの貢献が不可欠であった点は変わることなく、ポポヴィッチはダンカンを「公分母」とたとえ、「99年、03年、05年と彼の周りには異なるメンバーがいた。ダンカンは彼らを皆受け入れた。ダンカンとのプレイはとても容易で、彼はとても基本的であるため、皆彼に適合し易かったんだ」と語った。またファイナルを観戦したデビッド・スターンNBAコミッショナーは「彼は同世代で最も優れた選手だ」と認めた。

#### 連覇への壁
スパーズに再び連覇のチャンスが訪れた2007-08シーズンは、ダンカンは平均19.3得点、11.3リバウンド、スパーズは56勝26敗の成績を残した。プレーオフ1回戦では、元レイカーズで過去に何度もスパーズとダンカンを苦しめてきたシャキール・オニールが電撃移籍してきた、打倒スパーズを目指すフェニックス・サンズと対戦。ダブルオーバータイムにもつれる接戦となった第1戦は、1つ目のオーバータイム終盤で3点ビハインドを背負った状況からダンカンの珍しい3Pシュートが決まるという劇的な場面も見られ、ダンカンが40得点をあげたスパーズが勝利。勢いに乗ったスパーズは4勝1敗でこのシリーズを制した。カンファレンス準決勝ではライジングチームのニューオーリンズ・ホーネッツと対戦。若手No.1ポイントガードのクリス・ポールに手を焼いたもののこれも4勝3敗で辛うじて退け、夢の連覇にまた一歩近づいたが、ダンカンの前に立ちはだかったのがオニールの放出による一時の低迷から復活したロサンゼルス・レイカーズだった。コービー・ブライアントにパウ・ガソル擁するレイカーズに、ホーネッツとのシリーズで疲弊していたスパーズは1勝するのがやっとで、1勝4敗でまたもやスパーズの連覇はならなかった。

#### 衰えの始まり
2008-09シーズンはダンカンの衰えが指摘され始めたシーズンだった。膝に慢性的な故障を抱えるダンカンは、それでも平均19.3得点、10.7リバウンドと立派な成績を残し、チームもダンカンの他にマヌ・ジノビリなどの故障を抱えた状況ながら、ディビジョン1位となる54勝28敗を挙げた。しかし1999年の優勝以降に襲われた高齢化問題に再び直面するスパーズは、力を着けたレイカーズやボストン・セルティックスなどの優勝候補チームの有力な対抗馬とは見なされず、プレーオフでは1回戦でダラス・マーベリックスの前に敗退。スパーズにとっては2000年以来となる1回戦敗退となった。
2009-10シーズンは主力の高齢化がさらに進み。ポポヴィッチはプレーオフに向けたレギュラーシーズンの徹底的なプレータイムの管理を行った。ダンカンもプロ入り以来最も短いプレータイムとなり、平均17.9得点とキャリア最低の平均得点となりプレーオフに突入した。万全の体調で迎えたプレーオフ一回戦で第2シードのマーベリックスを撃破しアップセットを達成。しかし、カンファレンスセミファイナルではサンズに0勝4敗のスィープを喫しシーズンを終了した。
2010-11シーズンはダンカン率いるスパーズはウェスタンカン・ファレンスを首位で突破。だがプレイオフ初戦でザック・ランドルフとパウ・ガソルの弟のマーク・ガソル率いる第8シードのメンフィス・グリズリーズと対戦。グリスリーズは徹底的にダンカンにマークしてインサイドを制圧し、4勝2敗でチーム史上初のプレイオフで勝利を挙げた。第1シードのチームが第8シードのチームに負けることは珍しくファーストラウンドが7試合制になった以降としては史上2回目の出来事だった。

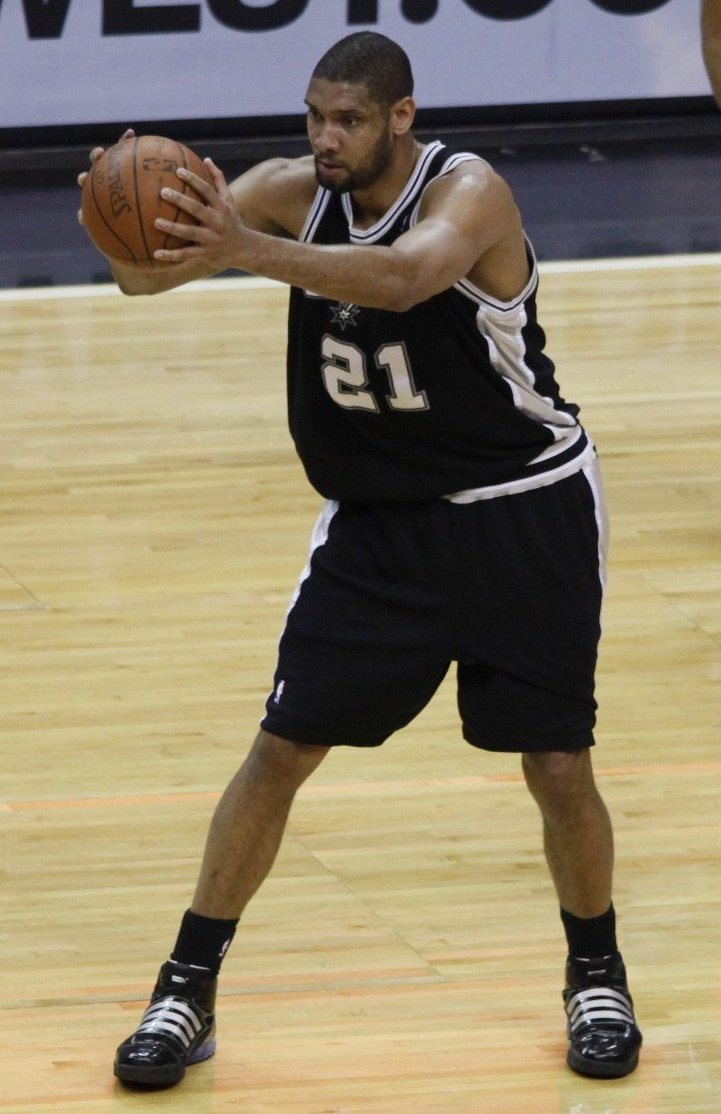
NBAオールディフェンシブチームはティム・ダンカンの通算14回が最高記録

#### 円熟と数々のマイルストーン
2012-13シーズンには、オールNBAファーストチーム、オールディフェンシブセカンドチームに選出された。
2013年、カンファレンス・ファイナル第3戦で、ダンカンはプレーオフでの通算ダブルダブルを144とし、143回のウィルト・チェンバレンを抜き、歴代2位となった。1位はマジック・ジョンソンの157回、4位はシャキール・オニールの142回、5位はビル・ラッセルの137回である。
レブロン・ジェームズ、ドウェイン・ウェイド、クリス・ボッシュのビッグスリー擁するマイアミ・ヒートとの対決となったNBAファイナルは、近年希に見る接戦となり、これまで4度のファイナル進出ではすべて優勝していたが、初めてファイナル敗退を喫した。
最終戦の勝負所で、ティップショットを外したダンカンは、珍しく感情を露わにし、フロアーを叩いて悔しがった。このファイナル敗退は、生涯忘れることはないだろうと語っている。
2014年プレーオフ、カンファレンスセミファイナル第3戦で、ポストシーズン通算得点で、カール・マローンを抜き歴代5位となった。またこの試合で通算プレーオフ出場試合数を221試合とし、1フランチャイズでの最多出場選手となった。2位はコービー・ブライアントの220試合であり、この試合数は他の15フランチャイズのプレーオフ全試合数よりも多い。複数チームでの出場数では、デレック・フィッシャーの250試合、ロバート・オーリーの244試合、カリーム・アブドゥル＝ジャバーの237試合が上位にある。カンファレンス優勝を決めた第6戦の勝利で、ダンカンは通算勝利数を1,042勝とし、歴代4位で、ジョン・ストックトンと並んだ。
マイアミ・ヒートとの再戦となった2014年ファイナル第1戦で、21得点（フィールドゴール9/10）、10リバウンド、第2戦で18得点、15リバウンドを記録し、マジック・ジョンソンのプレーオフ通算ダブルダブル記録の157に並ぶ共に、第1戦では1972年のウィルト・チェンバレン以来となる、ファイナルで20得点・10リバウンド以上でフィールドゴール成功率90%以上の記録を達成した。
ファイナル第3戦に引き続き4戦もアウェイでヒートに圧勝するなかで、4戦で10得点、11リバウンドを記録し、プレーオフ、ダブルダブル記録を158とし、更にファイナル出場時間もカリーム・アブドゥル＝ジャバーを超え、歴代単独1位となった。この更新に関して、ジャバーはツイッターで賞賛のツイートをしている。ファイナル第5戦もヒートを圧倒し、5度目のチャンピオンとなった。通算勝利数は1046となり歴代4位となった。1位はジャバーの1228勝、2位はロバート・パリッシュの1121勝、3位はカール・マローンの1050勝である。シーズン終了後、引退も囁かれたが、プレーヤーオプションを行使し18年目となる2014-2015シーズンも現役続行を決めた。レギュラーシーズン勝利数記録は、ジャバー1074勝、パリッシュ1014勝、ジョン・ストックトン953勝、マローン952勝、この時点でのダンカンは898勝である。
2014-15シーズンは、開幕から安定したプレーで、5戦目のニューオーリンズ・ペリカンズ戦で、通算800回目のダブルダブルを記録し、11月14日のレイカーズ戦でレギュラーシーズン通算25,000得点目を記録し、ダブルダブルでチームを勝利に導いた。12月05日の対グリズリーズ戦で、14得点10アシスト10リバウンドを獲得し、自身通算8度目（レギュラーシーズン4回）のトリプル・ダブルを記録した。これは、カール・マローンの40歳に次ぎ、38歳244日で第2位の年長記録となった。12月31日のペリカンズ戦を延長で制する中、ウォルト・ベラミーを抜き、歴代10位となる14250リバウンドを達成し、814回目のダブルダブルで、歴代5位のカール・マローンに並んだ。
2月23日のユタ・ジャズ戦で、18年連続シーズンリバウンド500以上を達成し、ロバート・パリッシュと並び、歴代1位となった。2位は16年でモーゼス・マローン、カリーム・アブドゥル・ジャバー。
4月22日、プレーオフファーストラウンド第2戦となるロサンゼルス・クリッパーズ戦、開始直後、フローティングジャンプショットを決め、プレーオフ通算5001得点を達成した。歴代で5000得点以上を達成しているのは、マイケル・ジョーダン（5987）、カリーム・アブドゥル・ジャバー（5762）、コービー・ブライアント（5640）、シャキール・オニール（5250）とダンカンの5人だけである。オーバータイムとなったこの試合で、28得点、11リバウンドを記録して勝利に貢献し、通算得点を5027得点とした。このシーズンは、1stラウンドでロサンゼルス・クリッパーズに敗れたが、プレーオフ出場試合数は歴代3位の241試合に達した。
2015年7月2日、ダンカンは引退説を一掃し、スパーズと1年間の契約を結び、覇権奪回に挑むことになった。
2015–16シーズン開幕3戦目のボストン・セルティックス戦で勝利し、トニー・パーカー、マヌ・ジノビリとのトリオのレギュラーシーズン勝利数は541勝となりNBA歴代1位となった。歴代2位のトリオはボストン・セルティックスのラリー・バード、ケビン・マクヘイル、ロバート・パリッシュで、540勝（729試合）。この時点でグレッグ・ポポビッチとダンカンでの勝利数は953勝でこちらも歴代1位を更新中であり、カール・マローンとジェリー・スローンの記録と、ジョン・ストックトンとジェリー・スローンの記録がこの記録に次ぐ 。
2015年11月2日、マディソン・スクエア・ガーデンで行われたニューヨーク・ニックス戦で、16得点、10リバウンド、6アシストを記録し、スパーズを勝利に導き、同一チームに於けるレギュラーシーズン勝利数を954勝とし、ユタ・ジャズで953勝を達成したジョン・ストックトンを抜き、歴代1位の記録を打ち立てた。3位はユタ・ジャズのカール・マローンの919勝である。
2016年2月26日のヒューストン・ロケッツ戦で、レギュラーシーズン通算3000ブロックを記録した。また、6リバウンドを記録し、カール・マローンの通算14968リバウンドの記録を抜き、歴代6位となった。
| 順位 | プレーヤー                     | レギュラーシーズン総リバウンド数 | プレーオフ総リバウンド数 |
| ---- | ------------------------------ | -------------------------------- | ------------------------ |
| 1    | ウィルト・チェンバレン         | 23924                            | 3913                     |
| 2    | ビル・ラッセル                 | 21620                            | 4104                     |
| 3    | カリーム・アブドゥル・ジャバー | 17440                            | 2481                     |
| 4    | エルビン・ヘイズ               | 16279                            | 1244                     |
| 5    | モーゼス・マローン             | 16212                            | 1,95                     |
| 6    | ティム・ダンカン               | 15091                            | 2859                     |
| 7    | カール・マローン               | 14968                            | 2062                     |
| 8    | ロバート・パリッシュ           | 14715                            | 1765                     |
| 9    | ケビン・ガーネット             | 14662                            | 1534                     |
| 10   | ネイト・サーモンド             | 14464                            | 1101                     |

| 順位 | プレーヤー                     | レギュラーシーズン総ブロック数 | プレーオフ総ブロック数 |
| ---- | ------------------------------ | ------------------------------ | ---------------------- |
| 1    | ハキーム・オラジュワン         | 3830                           | 472                    |
| 2    | ディケンベ・ムトンボ           | 3289                           | 251                    |
| 3    | カリーム・アブドゥル・ジャバー | 3189                           | 476                    |
| 4    | マーク・イートン               | 3064                           | 210                    |
| 5    | ティム・ダンカン               | 3020                           | 568                    |
| 6    | デビッド・ロビンソン           | 2954                           | 312                    |
| 7    | パトリック・ユーイング         | 2894                           | 303                    |
| 8    | シャキール・オニール           | 2732                           | 459                    |
| 9    | トゥリー・ロリンズ             | 2542                           | 134                    |
| 10   | ロバート・パリッシュ           | 2361                           | 309                    |

2016年3月15日、ホームでのロサンゼルス・クリッパーズ戦で、ジョン・ハブリチェックを超え歴代14位となる26,397得点を記録した。4月5日のユタ・ジャズ戦、レギュラーシーズン1389試合出場で、カリーム・アブドゥル=ジャバーの1074勝、ロバート・パリッシュの1014勝に続き、3人目となる1000勝の大台に載せた。4月12日、最終ホームゲームとなったオクラホマシティ・サンダー戦で出場試合数が1392となり、ジェイソン・キッドを超えて歴代7位となった。この試合はオーバータイムの末に勝利し、NBAシーズンホーム最多勝利記録、1985-86シーズン、ボストン・セルティックスの40勝（1敗）に並んだ。
| 順位 | プレーヤー                     | レギュラーシーズン      | プレーオフ            | 総勝利数                |
| ---- | ------------------------------ | ----------------------- | --------------------- | ----------------------- |
| 1    | カリーム・アブドゥル・ジャバー | 1074勝/1560試合（.688） | 154勝/237試合（.650） | 1228勝/1797試合（.683） |
| 2    | ティム・ダンカン               | 1001勝/1392試合（.719） | 157勝/251試合（.625） | 1158勝/1643試合（.705） |
| 3    | ロバート・パリッシュ           | 1014勝/1611試合（.629） | 107勝/184試合（.581） | 1121勝/1795試合（.625） |
| 4    | カール・マローン               | 952勝/1476試合（.645）  | 98勝/193試合（.508）  | 1050勝/1669試合（.629） |

メンフィス・グリズリーズとの対戦となったプレーオフ・ファーストラウンドで、第1戦、第2戦に続き、第3戦、第4戦もスターターとして出場、マーク・ガソルとマイク・コンリーを欠くグリズリーズを問題とせず全て勝利し、プレーオフ通算245試合に出場し、試合数歴代2位の元チームメイトロバート・オーリーを超え、デレク・フィッシャーの259試合に次ぐ歴代2位となった。またこの時点で、プレーオフ通算155勝とし、歴代3位のジャバーの記録を抜き、オーリーと並び歴代2位のプレーオフ勝利数を記録した。2016年終了時で157勝。1位はフィッシャーの166勝。
2016年6月28日、2016-17シーズンの契約 (プレーヤーオプション) を行使して、現役続行を決意したかに思われた。

#### 現役引退へ
2016年7月11日、スパーズは記者会見を開き、ダンカンの現役引退を発表。スパーズに5度の栄冠をもたらしたダンカンは、遂に19年にわたる選手生活に終止符を打ったのであった。
2016年11月16日、スパーズはダンカンが着用していた背番号「21」を永久欠番にすることを発表。同年12月18日のニューオーリンズ・ペリカンズ戦の試合後に永久欠番セレモニーが盛大に執り行われた。
2020年4月4日、現役時代の多大な功績から、1月にヘリコプター事故で急逝したコービー・ブライアントらと共に殿堂入りしたことが発表された。

## 代表歴
ダンカンは1998年のバスケットボール世界選手権のアメリカ代表に選ばれたが、この時はロックアウトの影響でNBA選手の代表入りは見送られ、大学生選手やCBAの選手と入れ替わっている。ダンカンが初めて代表チームに参加したのは1999年のオリンピック予選を兼ねたバスケットボールアメリカ選手権であり、彼は大会平均12.7得点、9.1リバウンド、2.4ブロックの成績でチームを優勝に導いた。しかし本番の2000年シドニーオリンピックは膝の故障で参加できなかった。2003年のアメリカ選手権でも代表入りし、平均15.6得点、8.0リバウンドを記録して優勝。満を持してアテネオリンピックに出場するも、アメリカ代表は期待を裏切ってダンカンのチームメートであるマヌ・ジノビリがいるアルゼンチン代表に敗北するなど同大会で3敗を喫し、銅メダルに終わった。アメリカ代表がオリンピックにNBA選手を送り出すようになって以来、金メダルを獲得できなかったのは初めてのことだった。ダンカンはオリンピック終了後、代表から引退することを表明。ダンカンは代表に5回参加し、40の国際試合に出場した。

## プレースタイルと評価
1つ1つのプレーの安定感・正確さ、自己犠牲もいとわないチームを第一に考えた献身的な態度、勝者のメンタリティを持つ精神的に浮ついたところのない逞しさなど、現役時代は最も信頼されたパワーフォワードの一人であった。アウトサイドからのシュートも驚くべき正確性を誇る攻守ともに抜群の才能を見せる。ダンカンがプレイする時代のNBAはパワーフォワードの層が非常に充実しており、彼がNBA入りした頃にはカール・マローンやチャールズ・バークレー、クリス・ウェバーらが、そして彼の同世代にはケビン・ガーネットやダーク・ノヴィツキー、ラシード・ウォーレス、ジャーメイン・オニールらが居たが、そんな猛者たちを抑えてルーキーイヤーから8年連続オールNBA1stチームに選出され続けたことは、彼が同時代における最高のパワーフォワードであったことを意味している。また優勝5回、シーズンMVP2回、ファイナルMVP3回と、過去これに匹敵するほどの実績を残したパワーフォワードはおらず、カール・マローンを指導したユタ・ジャズのジェリー・スローンHCをしてダンカンを「史上最高のパワーフォワード」と言わしめたほどである。また11回の優勝を誇るビル・ラッセルはダンカンを「同世代において最も有能な選手」と評し、カリーム・アブドゥル＝ジャバーも彼の意見を支持した。
身体能力が高いほうではないが、抜群のバスケットIQと無駄を一切排したプレースタイルで、ダンカンはリーグトップクラスのスコアラーであり、リバウンダーであり、ショットブロッカーであり、ディフェンダーであり、そしてクラッチプレーヤーであった。重要な時間帯ほど多用されるダンカンの1on1は、ミドルポストでディフェンダーと正対した状態から開始され、その場からのジャンプシュートやドライブからのフックシュートなどが展開され、それは至極単純なプレーであるが彼を止めることは困難だった。バックボードの使い方が非常に優れており、バンクショットを得意としていることでも知られ、またパスセンスも高く、ディフェンダーに囲まれた際もフリーの味方にパスアウトできる判断力と柔軟性を持ち合わせていた。通算ダブル・ダブル達成回数歴代1位という成績が示すように、抜群の安定感を持っていることもダンカンの大きな長所である。スパーズのチームカラーである強力なディフェンスも、ダンカンの存在が根底にあり、ブルース・ボウエンが現役時にはペリメーターにボウエン、インサイドにダンカンと鉄壁の守備が構築され、多くのスコアラーが袋小路に迷い込んでは彼らの餌食となった。さらにプレーオフに入ると個人成績が軒並み上昇することからも分るように、より重要な試合で真価を発揮できる選手である。2001-2002シーズンでは得点、リバウンド、ブロックショットなどの5つの部門でリーグトップ10入りを果たした。彼の唯一の弱点と言われているフリースローはキャリア通算の成功率が70%に届いていないが、致命的に低いというほどのものではない。ただし、シーズンによって59%～79%とバラつきがあると言える。
全試合フル出場の回数こそ少ないものの全てのシーズンで65試合以上出場しており、接触プレーが多いインサイドのポジションを主戦場とするが故障にも強かった。大黒柱ダンカンの長期欠場が少ないため、チームもダンカンが加入した1997-1998シーズン以降全30チーム唯一の「全てのシーズンで勝率6割以上」を記録している。
勝利への道を最短で行くような彼のプレーはしばしば「退屈である」と指摘され、1999年の優勝時にスポーツ・イラストレイテッド誌はファイナルMVPに輝いたダンカンを「静かで退屈なMVP」と評し、またシャキール・オニールから付けられたニックネーム、"The Big Fundamental"も最初は決してダンカンを賞賛する意味ではなかった（ただし、スポ・イラもシャックもダンカンが築いた実績に対しては賞賛を惜しまない）。このような評価に対してダンカンは「気にならない。好きなように批評すればいい」と泰然自若の態度である。

## 個人成績

### NBAレギュラーシーズン
| シーズン  | チーム | GP   | GS   | 勝   | 敗   | 勝率  | MPG   | FG%         | 3P%    | FT%       | RPG   | APG  | SPG  | BPG  | TO   | PPG   |
| --------- | ------ | ---- | ---- | ---- | ---- | ----- | ----- | ----------- | ------ | --------- | ----- | ---- | ---- | ---- | ---- | ----- |
| 1997–98   | SAS    | 82   | 82   | 56   | 26   | .683  | 39.1  | .549        | .000   | .662      | 11.9  | 2.7  | 0.7  | 2.5  | 3.40 | 21.1  |
| 1998–99   | SAS    | 50   | 50   | 37   | 13   | . 740 | 39.3  | .495        | .143   | .690      | 11.4  | 2.4  | 0.9  | 2.5  | 2.92 | 21.7  |
| 1999–2000 | SAS    | 74   | 74   | 48   | 26   | .649  | 38.9  | .490        | .091   | .761      | 12.4  | 3.2  | 0.9  | 2.2  | 3.27 | 23.2  |
| 2000–01   | SAS    | 82   | 82   | 58   | 24   | .707  | 38.7  | .499        | .259   | .618      | 12.2  | 3.0  | 0.9  | 2.3  | 2.95 | 22.2  |
| 2001–02   | SAS    | 82   | 82   | 58   | 24   | .707  | 40.6  | .508        | .100   | .799      | 12.7  | 3.7  | 0.7  | 2.5  | 3.21 | 25.5  |
| 2002–03   | SAS    | 81   | 81   | 60   | 21   | .732  | 39.3  | .513        | .273   | .710      | 12.9  | 3.9  | 0.7  | 2.9  | 3.06 | 23.3  |
| 2003–04   | SAS    | 69   | 68   | 51   | 18   | .750  | 36.6  | .501        | .167   | .599      | 12.4  | 3.1  | 0.9  | 2.7  | 2.65 | 22.3  |
| 2004–05   | SAS    | 66   | 66   | 50   | 16   | .758  | 33.4  | .496        | .333   | .670      | 11.1  | 2.7  | 0.7  | 2.6  | 1.92 | 20.3  |
| 2005–06   | SAS    | 80   | 80   | 61   | 19   | .763  | 34.8  | .484        | .400   | .629      | 11.0  | 3.2  | 0.9  | 2.0  | 2.48 | 18.6  |
| 2006–07   | SAS    | 80   | 80   | 58   | 22   | .725  | 34.1  | .546        | .111   | .637      | 10.6  | 3.4  | 0.8  | 2.4  | 2.80 | 20.0  |
| 2007–08   | SAS    | 78   | 78   | 54   | 24   | .692  | 34.0  | .497        | .000   | .730      | 11.3  | 2.8  | 0.7  | 2.0  | 2.28 | 19.3  |
| 2008–09   | SAS    | 75   | 75   | 49   | 26   | .653  | 33.7  | .504        | .000   | .692      | 10.7  | 3.5  | 0.5  | 1.7  | 2.20 | 19.3  |
| 2009–10   | SAS    | 78   | 77   | 47   | 31   | .603  | 31.3  | .518        | .000   | .725      | 10.1  | 3.2  | 0.6  | 1.5  | 1.79 | 17.9  |
| 2010–11   | SAS    | 76   | 76   | 60   | 16   | .789  | 28.4  | .500        | .180   | .716      | 8.9   | 2.7  | 0.7  | 1.9  | 1.61 | 13.4  |
| 2011–12   | SAS    | 58   | 58   | 45   | 13   | .776  | 28.2  | .492        | .000   | .695      | 9.0   | 2.3  | 0.7  | 1.5  | 1.67 | 15.4  |
| 2012–13   | SAS    | 69   | 69   | 50   | 19   | .725  | 30.1  | .502        | .286   | .817      | 9.9   | 2.7  | 0.7  | 2.7  | 2.13 | 17.8  |
| 2013–14   | SAS    | 74   | 74   | 56   | 18   | .757  | 29.2  | .490        | .000   | .731      | 9.7   | 3.0  | 0.6  | 1.9  | 2.15 | 15.1  |
| 2014–15   | SAS    | 77   | 77   | 53   | 24   | .688  | 28.9  | .512        | .286   | .740      | 9.1   | 3.0  | 0.8  | 1.9  | 1.7  | 13.9  |
| 2015–16   | SAS    | 61   | 60   | 50   | 11   | .820  | 25.2  | .488        | .000   | .702      | 7.3   | 2.7  | 0.3  | 1.3  | 1.5  | 8.6   |
| キャリア  | Avg.   | 73.3 | 73.1 | 52.6 | 20.6 | .719  | 34.0  | .506        | .179   | .696      | 10.8  | 3.0  | 0.7  | 2.2  | 2.4  | 19.0  |
| キャリア  | Total  | 1392 | 1389 | 1001 | 391  | .719  | 47368 | 10285-20334 | 30-168 | 5896-8468 | 15091 | 4225 | 1025 | 3020 | 3381 | 26496 |

| シーズン     | チーム   | GP | GS | 勝 | 敗 | 勝率 | MPG  | FG%  | 3P%  | FT%  | RPG | APG | SPG | BPG | TO  | PPG |
| ------------ | -------- | -- | -- | -- | -- | ---- | ---- | ---- | ---- | ---- | --- | --- | --- | --- | --- | --- |
| オールスター | ウェスト | 15 | 12 | 9  | 6  | .600 | 20.7 | .548 | .250 | .765 | 9.1 | 2.1 | .9  | .5  | 2.1 | 9.3 |

### NBAプレーオフ
| シーズン | チーム | GP   | GS   | 勝  | 敗  | 勝率 | MPG  | FG%       | 3P%   | FT%       | RPG  | APG | SPG | BPG | TO   | PPG  |
| -------- | ------ | ---- | ---- | --- | --- | ---- | ---- | --------- | ----- | --------- | ---- | --- | --- | --- | ---- | ---- |
| 1997–98  | SAS    | 9    | 9    | 4   | 5   | .444 | 41.6 | .521      | .000  | .667      | 9.0  | 1.9 | 0.6 | 2.6 | 2.78 | 20.7 |
| 1998–99  | SAS    | 17   | 17   | 15  | 2   | .882 | 43.1 | .511      | .000  | .748      | 11.5 | 2.8 | 0.8 | 2.7 | 3.06 | 23.2 |
| 1999–00  | SAS    | 0    | 0    | -   | -   | -    | -    | -         | -     | -         | -    | -   | -   | -   | -    | -    |
| 2000–01  | SAS    | 13   | 13   | 7   | 6   | .538 | 40.5 | .488      | 1.000 | .639      | 14.5 | 3.8 | 1.1 | 2.7 | 3.85 | 24.4 |
| 2001–02  | SAS    | 9    | 9    | 4   | 5   | .555 | 42.2 | .453      | .333  | .822      | 14.4 | 5.0 | 0.7 | 4.3 | 4.11 | 27.6 |
| 2002–03  | SAS    | 24   | 24   | 16  | 8   | .667 | 42.5 | .529      | .000  | .677      | 15.4 | 5.3 | 0.6 | 3.3 | 3.17 | 24.7 |
| 2003–04  | SAS    | 10   | 10   | 6   | 4   | .400 | 40.5 | .522      | .000  | .632      | 11.3 | 3.2 | 0.8 | 2.0 | 4.20 | 22.1 |
| 2004–05  | SAS    | 23   | 23   | 16  | 7   | .696 | 37.8 | .464      | .200  | .717      | 12.4 | 2.7 | 0.3 | 2.3 | 2.70 | 23.6 |
| 2005–06  | SAS    | 13   | 13   | 7   | 6   | .538 | 37.9 | .573      | .000  | .718      | 10.5 | 3.3 | 0.9 | 1.9 | 2.62 | 25.8 |
| 2006–07  | SAS    | 20   | 20   | 16  | 4   | .800 | 36.8 | .521      | -     | .644      | 11.5 | 3.3 | 0.6 | 3.1 | 2.95 | 22.2 |
| 2007–08  | SAS    | 17   | 17   | 9   | 8   | .471 | 39.2 | .449      | .200  | .626      | 14.5 | 3.3 | 0.9 | 2.1 | 2.41 | 20.2 |
| 2008–09  | SAS    | 5    | 5    | 1   | 4   | .200 | 39.2 | .532      | -     | .607      | 8.0  | 3.2 | 0.6 | 1.2 | 1.40 | 19.8 |
| 2009–10  | SAS    | 10   | 10   | 4   | 6   | .400 | 39.2 | .520      | .500  | .478      | 9.9  | 2.6 | 0.8 | 1.7 | 2.40 | 19.0 |
| 2010–11  | SAS    | 6    | 6    | 2   | 4   | .333 | 39.2 | .478      | -     | .625      | 10.5 | 2.7 | 0.5 | 2.5 | 3.00 | 12.7 |
| 2011–12  | SAS    | 14   | 14   | 10  | 4   | .714 | 33.1 | .495      | .000  | .707      | 9.4  | 2.8 | 0.7 | 2.1 | 1.50 | 17.4 |
| 2012–13  | SAS    | 21   | 21   | 15  | 6   | .714 | 35.0 | .470      | .000  | .806      | 10.2 | 1.9 | 0.9 | 1.6 | 2.0  | 18.1 |
| 2013–14  | SAS    | 23   | 23   | 16  | 7   | .696 | 32.7 | .523      | .000  | .760      | 9.2  | 2.0 | 0.3 | 1.3 | 1.1  | 16.3 |
| 2014–15  | SAS    | 7    | 7    | 3   | 4   | .429 | 35.7 | .589      | .000  | .559      | 11.1 | 3.3 | 1.3 | 1.4 | 1.0  | 17.9 |
| 2015–16  | SAS    | 10   | 10   | 6   | 4   | .600 | 21.8 | .423      | -     | .714      | 4.8  | 1.4 | 0.2 | 1.3 | 1.0  | 5.9  |
| キャリア | Avg.   | 13.4 | 13.4 | 8.7 | 5.2 | .625 | 37.3 | .501      | .143  | .689      | 11.4 | 3.0 | 0.7 | 2.3 | 2.5  | 20.6 |
| キャリア | Total  | 251  | 251  | 157 | 94  | .625 | 9370 | 1975-3939 | 5-35  | 1217-1766 | 2859 | 764 | 168 | 568 | 633  | 5172 |

## タイトル・記録

### タイトル
- ジョン・ウッデン賞：1997
- ネイスミス賞：1997
- NBAチャンピオン：1999、2003、2005、2007、2014
- レギュラーシーズンMVP：2002、2003
- ファイナルMVP：1999、2003、2005
- オールスターMVP：2000（シャキール・オニールと共同受賞）
- ルーキー・オブ・ザ・イヤー：1998
- オールNBAチーム
  - 1stチーム：1998、1999、2000、2001、2002、2003、2004、2005、2007、2013
  - 2ndチーム：2006、2008、2009
  - 3rdチーム：2010
- オールディフェンシブチーム
  - 1stチーム：1999、2000、2001、2002、2003、2005、2007、2008
  - 2ndチーム：1998、2004、2006、2009、2010、2013
- NBAオールスターゲーム出場：1998、2000 - 2011、2013、2015
- IBM選手賞：2002
- The Sporting News 最優秀選手：2002
- ACC50周年記念オールタイムチーム：2003
- APBR（Association for Professional Basketball Research）選出の「20世紀の偉大なプロバスケットボール選手100人」の1人：2007
- スラムマガジンが選ぶNBAオールタイム選手Top50において第8位：2009

### 歴代記録
- レギュラーシーズン ダブル・ダブル達成試合数：830試合（歴代1位）[53]
- プレーオフ ダブル・ダブル達成試合数：164試合（歴代1位）[54]
- 18年連続シーズンリバウンド500以上　歴代1位[55]
- 同一チームに於けるレギュラーシーズン勝利数：954勝（歴代1位）[30]
- オールNBAチーム、オールディフェンシブチーム両方選出：13年連続（1997年 - 2010年、歴代1位）
- オールNBAチーム：15回選出　歴代１位
- オールディフェンシブチーム：15回選出（歴代1位）

### 個人記録
- 最多得点：53得点（対ダラス・マーベリックス戦、2001年12月26日）
- 最多リバウンド：27本（対アトランタ・ホークス戦、2010年1月27日）
- 最多ブロック：9（対メンフィス・グリズリーズ戦、2007年1月26日)
- 最多アシスト：11（2回)
- 最多スティール：8（対デンバー・ナゲッツ戦、2000年2月9日)
- 最多フリースロー成功：17本（対ユタ・ジャズ戦、2002年1月17日)
- 最多出場時間：52分（対サクラメント・キングス戦、1999年4月27日)
- ファイナルMVPを3回以上受賞するという偉業はマジック・ジョンソン（3回）とマイケル・ジョーダン（6回）、シャキール・オニール（3回）に続き史上4人目の快挙。
- デビューから2010年まで、オールNBAチームとオールディフェンシブチームの両方に選出され続けている。13年連続は史上最多。2位の記録は7年連続のデビッド・ロビンソン。
- 入団以来8年連続でオールNBA1stチームに選出された5人目の選手。残りはエルジン・ベイラー（10年連続）、ボブ・ペティット（10年連続）、ラリー・バード（9年連続）、オスカー・ロバートソン（9年連続）の4人。2005-06シーズンには故障を抱えたままでのプレイが続いたため1stチームには選出されず、この記録は途絶えたが、翌シーズンには復調し、返り咲いた。

## 私生活・家族など
ダンカンの2人の姉、シェリルとトリシアもダンカン同様にスポーツの才能に恵まれ、トリシアは1988年ソウルオリンピックのヴァージン諸島競泳代表だった。ダンカンは2001年に結婚し、2005年に長女が、2007年には長男が生まれた。ダンカンの元妻、エイミーはサンアントニオやウィンストン・セーラム、ヴァージン諸島でチャリティー活動を展開するティム・ダンカン財団を管理していた。財団は年2回、ボウリングとゴルフのチャリティー大会を開催して募金を集めており、2001年から2002年にかけては前立腺がん支援のために35万ドルの募金を集めた。これらの活動が評価され、The Sporting Newsから"Good Guy"を受賞している。
元妻のエイミーとはNBAきってのおしどり夫婦として知られていたが、2013年のNBAファイナル直前に離婚が成立した。なお、元妻との間に生まれた2人の子供の親権は、ダンカンの所有となっている。翌年7年ぶりにNBAチャンピオンに輝いた時は、2人の子供もコート上に招き入れて喜びを分かち合った。

### エピソード
- ダンカンが着用する背番号『21』は彼の義理の兄が大学で着けていた番号だった。
- 趣味はテレビゲームで、日本刀のコレクターでもある。
- 2007年4月15日の対ダラス・マーベリックスの試合で、レフェリーのジョーイ・クロフォードによるダブルテクニカル・ファウルコールで退場となった。退場を宣告された理由は、ダンカンがベンチからクロフォードのことを笑ったからだとされている。映像によると確かにダンカンは笑っているが、これがクロフォードに対するものかどうかはわからず、ファウルをコールされた際、ダンカン自身もなぜ自分がテクニカル・ファウルを宣告されたか理解できずに苦笑いしている[56][57]。クロフォードの挑発による、ダンカンの暴言が元であるとし、結果、クロフォードには出場停止処分、ダンカンには暴言を理由に2万5000米ドルの制裁金が課された。
- 30歳を過ぎてからは出場時間を制限するようになり、オールスター以降は得点やリバウンドといった個人成績が一気に下がる傾向にあるが、これは無理にダンカンを出さなくても勝てるというスパーズの自信の表れであり、全盛期は2月の時点でプレーオフをほぼ確定させていたスパーズのチーム状態を測るバロメーターになっていた。
- 上記の通りシーズン終盤にはプレーオフに照準を合わせるためチームから休養を与えられる事も多いが、2012年のフィラデルフィア・76ers戦で欠場理由が前代未聞の"old"（年齢による衰え）という理由で休養を命じられた時はさすがのダンカンも苦笑しながらベンチで試合を見つめていた。（休養目的の欠場でも普通はコーチの判断と申告するか適当なケガをでっち上げて無理矢理休ませる事がほとんどである）
- その後は休養目的の欠場をNBAが認めるようになった事もあり、公式記録として年齢を理由に欠場したのは後にも先にもダンカンただ一人の不滅の記録になると思われたが、アル・ホーフォードが2021年に同様の理由で欠場したため、不滅の記録は僅か9年で途切れる事になった。
- トラッシュトークを常に仕掛けてくるケビン・ガーネットが嫌いだと述べているが、あくまで対戦相手、ライバルとしての敬意を前提とした発言であり、殿堂入りのスピーチでは最大のライバルだった選手としてケビン・ガーネットの名前を挙げ、共に殿堂入りしたガーネットに対して感謝の言葉を述べている。
- 現在はサンアントニオで車のカスタムショップを経営している。